# Власюков, Яков Анисимович
Яков Анисимович Власюков (1906—1984) — красноармеец Рабоче-крестьянской Красной Армии, участник Великой Отечественной войны, Герой Советского Союза (1944).

## Биография
Родился 21 октября 1906 года в селе Турковичи (ныне — Дубенский район Ровненской области Украины) в крестьянской семье. После окончания сельской школы работал сначала в родном селе, затем в селе Веселовка Сумского района Сумской области. В августе 1941 года был призван на службу в Рабоче-крестьянскую Красную Армию и направлен на фронт Великой Отечественной войны. Вскоре его часть была окружена и он попал в плен. В марте 1942 года он бежал из лагеря для военнопленных и вернулся в Веселовку. Когда в марте 1943 года она была освобождена, вернулся на службу в армию. Был стрелком 842-го стрелкового полка 240-й стрелковой дивизии 38-й армии Воронежского фронта. Отличился во время битвы за Днепр.
5 октября 1943 года в районе села Лютеж проник в немецкий опорный пункт, где пулемётным огнём и гранатами уничтожил большое количество вражеских солдат и офицеров. Его действия способствовали успешному выполнению боевой задачи всем подразделением.
Указом Президиума Верховного Совета СССР «О присвоении звания Героя Советского Союза генералам, офицерскому, сержантскому и рядовому составу Красной Армии» от 10 января 1944 года за «образцовое выполнение боевых заданий командования на фронте борьбы с немецко-фашистскими захватчиками и проявленные при этом отвагу и геройство» был удостоен высокого звания Героя Советского Союза с вручением ордена Ленина и медали «Золотая Звезда» за номером 3675.
В 1944 году был демобилизован по состоянию здоровья и вернулся в Веселовку. Работал в колхозе «Коммунист». Умер 10 июня 1984 года.
Был также награждён рядом медалей.